# CONCACAF Champions' Cup 1994
La CONCACAF Champions' Cup 1994 è stata la 30ª edizione della massima competizione calcistica per club centronordamericana, la CONCACAF Champions' Cup.

## Nord e Centro America

### Gruppo 1
Preliminari
| Squadra 1      | Totale | Squadra 2          | Andata | Ritorno |
| -------------- | ------ | ------------------ | ------ | ------- |
| Hankook Verdes | 2 - 5  | CSD Comunicaciones | 1 - 3  | 1 - 2   |

Primo turno
| Squadra 1          | Totale | Squadra 2       | Andata | Ritorno |
| ------------------ | ------ | --------------- | ------ | ------- |
| Petrotela          | 6 - 4  | C.F. Monterrey  | 4 - 1  | 2 - 3   |
| CSD Comunicaciones | 2 - 4  | C.S. Cartaginés | 2 - 0  | 0 - 4   |

Secondo turno
| Squadra 1       | Totale             | Squadra 2 | Andata | Ritorno |
| --------------- | ------------------ | --------- | ------ | ------- |
| C.S. Cartaginés | 2 - 2 3 - 2 (Pen.) | Petrotela | 1 - 0  | 1 - 2   |

### Gruppo 2
Preliminari
| Squadra 1   | Totale | Squadra 2   | Andata | Ritorno |
| ----------- | ------ | ----------- | ------ | ------- |
| Aurora F.C. | 5 - 3  | La Victoria | 2 - 2  | 3 - 1   |

Primo turno
| Squadra 1    | Totale | Squadra 2         | Andata | Ritorno |
| ------------ | ------ | ----------------- | ------ | ------- |
| Aurora F.C.  | 9 - 0  | Juventus Managua  | 4 - 0  | 5 - 0   |
| Alianza F.C. | 3 - 2  | Los Angeles Salsa | 1 - 0  | 2 - 2   |

Secondo turno
| Squadra 1   | Totale | Squadra 2    | Andata | Ritorno |
| ----------- | ------ | ------------ | ------ | ------- |
| Aurora F.C. | 2 - 3  | Alianza F.C. | 1 - 1  | 1 - 2   |

### Gruppo 3
Preliminari
| Squadra 1    | Totale | Squadra 2      | Andata | Ritorno |
| ------------ | ------ | -------------- | ------ | ------- |
| Diriangén FC | 2 - 9  | C.S. Herediano | 0 - 5  | 2 - 4   |

Primo turno
| Squadra 1             | Totale | Squadra 2    | Andata | Ritorno |
| --------------------- | ------ | ------------ | ------ | ------- |
| C.D. Luis Ángel Firpo | 2 - 6  | Atlante F.C. | 1 - 4  | 1 - 2   |
| C.D. Olimpia          | 0 - 2  | CS Herediano | 0 - 0  | 0 - 2   |

Secondo turno
| Squadra 1    | Totale | Squadra 2    | Andata | Ritorno |
| ------------ | ------ | ------------ | ------ | ------- |
| CS Herediano | 4 - 6  | Atlante F.C. | 3 - 3  | 1 - 3   |

## Caraibi
Preliminari
| Squadra 1            | Totale | Squadra 2     | Andata | Ritorno |
| -------------------- | ------ | ------------- | ------ | ------- |
| SV Racing Club Aruba | 2 - 8  | SV Robinhood  | 2 - 1  | 0 - 7   |
| SV River Plate Aruba | 0 - 2  | SV Leo Victor | 0 - 0  | 0 - 2   |

Primo turno
| Squadra 1               | Totale  | Squadra 2                          | Andata  | Ritorno |
| ----------------------- | ------- | ---------------------------------- | ------- | ------- |
| Club Franciscain        | 6 - 2   | Red Star (Pointe-á-Pitre)          | 4 - 1   | 2 - 1   |
| RKVFC Sithoc            | 4 - 3   | Solidarité Scolaire (Baie-Mahault) | 4 - 2   | 0 - 1   |
| Villa Lions             | 1- 2    | Newtown United FC                  | 0 - 0   | 1 - 2   |
| FC AK Regina            | w/o*    | Racing FC (Gônaïves)               |         | {{{7}}} |
| Jong Colombia           | 2 - 1   | Violette AC                        | 2 - 0   | 0 - 1   |
| J&J Construction Parham | 0 - 1** | Union Sportive Sinnamary           | 0 - 1   | {{{7}}} |
| SV Robinhood            | 3 - 4   | SV Leo Victor                      | 1 - 0   | 2 - 4   |
| Union Sportive Robert   | bye     | {{{4}}}                            | {{{6}}} | {{{7}}} |

- Racing des Gonaïves ritirato prima andata.*
- Parham ritirato prima ritorno, perdono 0-2 tav.**

Secondo turno
| Squadra 1        | Totale          | Squadra 2                | Andata | Ritorno |
| ---------------- | --------------- | ------------------------ | ------ | ------- |
| RKVFC Sithoc     | 0 - 3           | Newtown United FC        | 0 - 2  | 0 - 1   |
| Club Franciscain | 5 - 2           | Union Sportive Sinnamary | 5 - 0  | 0 - 2   |
| Jong Colombia    | 1 - 1 5-4(Pen.) | SV Leo Victor            | 1 - 0  | 0 - 1   |
| FC AK Regina     | 2 - 4           | Union Sportive Robert    | 1 - 1  | 1 - 3   |

Terzo turno
| Squadra 1             | Totale | Squadra 2         | Andata | Ritorno |
| --------------------- | ------ | ----------------- | ------ | ------- |
| Club Franciscain      | 2 - 3  | Jong Colombia     | 2 - 1  | 0 - 2   |
| Union Sportive Robert | 4 - 0  | Newtown United FC | 4 - 0  | 0 - 0   |

Quarto turno
| Squadra 1             | Totale | Squadra 2     | Andata | Ritorno |
| --------------------- | ------ | ------------- | ------ | ------- |
| Union Sportive Robert | 3 - 2  | Jong Colombia | 3 - 0  | 0 - 2   |

## CONCACAF Final Tournament

### Semifinali
| [[<br />San Jose (California) - Stati Uniti d'America]] 1995-02-03 | C.S. Cartaginés | – | Union Sportive Robert | Spartan Stadium |

| [[<br />San Jose (California) - Stati Uniti d'America]] 1995-02-03  | Atlante F.C. | 2 – 1     | Alianza F.C. | Spartan Stadium |
| \| \| \| \| \| Salvador 15’ Romano 43’ \| Marcatori \| 47’ Durán \| |              |           |              |                 |
|                                                                     |              |           |              |                 |
| Salvador 15’ Romano 43’                                             | Marcatori    | 47’ Durán |              |                 |

### Finale 3º-4º posto
| [[<br />San Jose (California) - Stati Uniti d'America]] 1995-02-05 | Alianza F.C. | – | Union Sportive Robert | Spartan Stadium |

### Finale
| [[<br />San Jose (California) - Stati Uniti d'America]] 1995-02-05                         | C.S. Cartaginés | 3 – 2                 | Atlante F.C. | Spartan Stadium |
| \| \| \| \| \| Quiros 20', 32’ Hidalgo 69’ (pen.) \| Marcatori \| 51’ García 56’ Obledo \| |                 |                       |              |                 |
|                                                                                            |                 |                       |              |                 |
| Quiros 20', 32’ Hidalgo 69’ (pen.)                                                         | Marcatori       | 51’ García 56’ Obledo |              |                 |

## Campione
| CONCACAF Champions' Cup 1994 Campioni |
| ------------------------------------- |
| Costa Rica (bandiera)                 |
| C.S. Cartaginés Primo Titolo          |